# Ваксина срещу паротит
Ваксините срещу паротит безопасно предотвратяват заушка. Когато се прилагат върху мнозинство, намаляват усложненията на нивото на населението. Ефективността се оценява на 85%, ако се ваксинира 90% от населението. За дългосрочна превенция са необходими две дози. Първоначалната доза се препоръчва между 12- и 18-месечна възраст. Втората доза обикновено се дава между две- и шестгодишна възраст. Използването след излагане на въздействие при тези, които все още не са с имунитет, може да бъде полезно.

## Безопасност
Ваксината срещу паротит е много безопасна и страничните ефекти обикновено са слаби. Тя може да причини слаба болка и подуване на мястото на инжектиране и лека температура. Рядко се наблюдават по-значителни странични ефекти. Доказателствата не са достатъчни, за да се свърже ваксината с усложнения, като например неврологични ефекти. Ваксината не трябва да се дава на хора, които са бременни или имат тежка имуносупресия. Въпреки това лоши резултати при децата на майки, които са получили ваксината по време на бременност, не са документирани. Въпреки че ваксината е разработена в пилешки клетки, няма проблем да се дава на хора с алергии към яйца.

## Употреба
По-голямата част от развития свят и голяма част от развиващия се свят често я включва в своите имунизационни програми в комбинация с дребна шарка и ваксина срещу рубеола, известна като MMR. Съществува и формула с предходните три и ваксина срещу варицела, известна като MMRV. Към 2005 г. 110 държави осигуряват ваксината по този начин. В районите с широко разпространение на ваксинацията се отбелявза спад на честотата на заболяване с над 90%. Дадени са почти половин милион дози от един вид на ваксината.

## История, общество и култура
Ваксината срещу паротит е лицензирана за първи път през 1948 г., но има само краткосрочна ефективност. Подобрените ваксини стават достъпни в търговската мрежа през 60-те години на 20 век. Докато първоначалната ваксина е инактивирана, последващите препарати са живи вируси, които са отслабени. Тя е в Списъка с основните лекарства на Световната здравна организация, най-важното лекарство, необходимо в основната здравна система. Има няколко различни видове, които се използват след 2007 г.